# Warszawa1939.pl
warszawa1939.pl – polski portal internetowy uruchomiony w 2001, poświęcony architekturze przedwojennej Warszawy.

## Historia
Portal założony został 10 lutego 2001 przez Ryszarda Mączewskiego. Z założenia miał być hobbistyczną stroną internetową. Rozwijany był całkowicie społecznie, początkowo pod nazwiskiem jego założyciela. W chwili założenia strony opublikowanych było 8 opracowanych przedwojennych obiektów. Po pięciu latach istnienia, w lutym 2006 na stronie zamieszczonych było 1330 opisów różnych miejsc przedwojennej Warszawy, w lutym 2023 opisy dotyczyły ponad 4400 obiektów.
Ważnym momentem dla rozwoju projektu było dołączenie do zespołu w 2003 Krzysztofa Jaszczyńskiego, który stworzył mechanizm działania strony.
W październiku 2006 powołana została Fundacja „Warszawa1939.pl”, pod szyldem której portal zaczął kontynuować swoją działalność.

## Oddźwięk
O projekcie pisał w listopadzie 2005 roku magazyn „Histmag”, recenzja jej poświęcona znalazła się także w pierwszym numerze reaktywowanej „Stolicy”.
W opinii Polskiego Radia (2011) warszawa1939.pl „stała się miejscem, na które zaglądają nie tylko miłośnicy Warszawy, ale także konserwatorzy, historycy, dziennikarze, szukając informacji o historii miasta lub jakiegoś konkretnego miejsca”.